# Sam Sunderland
Pas d'image ? Cliquez ici
Sam Sunderland, né le 15 avril 1989 à Poole (Royaume-Uni), est un pilote de rallye-raid et d'enduro britannique.
Le 14 janvier 2017, il devient le premier Britannique à remporter le Rallye Dakar. Il remporte une deuxième fois le Rallye Dakar en 2022. Il est également le premier pilote à gagner le Rallye Dakar avec deux marques différentes, puisqu'il remporte l'édition 2017 sur KTM et l'édition 2022 sur Gas Gas. 

## Palmarès

### Résultats au Rallye Dakar
| Année | Poste | Catégorie              | Marque           | Position       | Victoires d'étapes |
| ----- | ----- | ---------------------- | ---------------- | -------------- | ------------------ |
| 2012  | Moto  | Pilote                 |                  | Abd.           | -                  |
| 2014  | Moto  | Pilote                 | Honda            | Abd.           | 1                  |
| 2015  | Moto  | Pilote                 | KTM              | Abd.           | 1                  |
| 2017  | Moto  | Pilote                 | KTM              | Vainqueur      | 1                  |
| 2018  | Moto  | Pilote                 | KTM              | Abd.           | 2                  |
| 2019  | Moto  | Pilote                 | KTM              | 3e             | 2                  |
| 2020  | Moto  | Pilote                 | KTM              | Abd.           | -                  |
| 2021  | Moto  | Pilote                 | KTM              | 3e             | 1                  |
| 2022  | Moto  | Pilote                 | Gas Gas          | Vainqueur      | 1                  |
| 2023  | Moto  | Pilote                 | Gas Gas          | Abd. (Étape 1) | -                  |
| 2024  | Moto  | Pilote                 | Gas Gas          | Abd. (Étape 3) | -                  |
| 2025  | Auto  | Copilote de Toby Price | Overdrive Racing | Abd. (Étape 7) | -                  |

### Autres rallyes
- Qatar Sealine Cross Country Rally : 2017[1]